# Dirk Witte
Dirk Hermanus Witte (Zaandam, 29 juni 1885 – Diemen, 15 november 1932) was een Nederlands liedjesschrijver en zanger.
Zijn bekendste lied is Mens, durf te leven (1917). Dit werd bekend door de uitvoering van Jean-Louis Pisuisse. Later werd het opgenomen door onder andere Willy Alberti, Ramses Shaffy, The Amazing Stroopwafels en Wende Snijders.

## Biografie

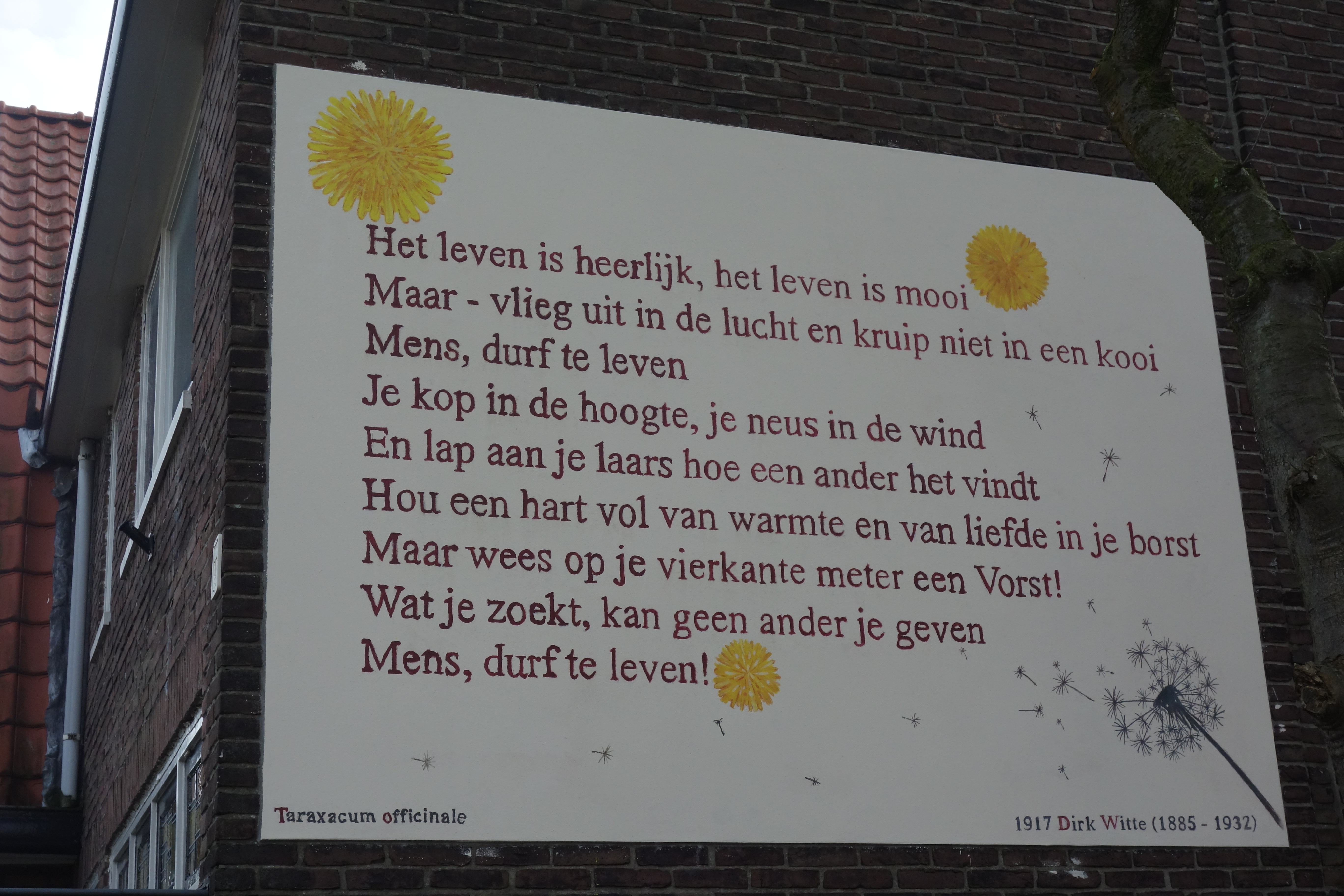
Mens, durf te leven! op een muur in Leiden

Dirk Witte werd geboren als zoon van schoolhoofd Jac. Witte en onderwijzeres Trijntje Koning.
Hij schreef al op jonge leeftijd zijn eigen teksten en muziek, onder meer voor de lokale zangvereniging, zoals M'n Eerste (ook wel `t Meisje van de Zangvereniging).
Begin 1914, toen hij als bediende werkte bij een houthandel in Zaandam, beval hij M'n eerste aan aan Jean-Louis Pisuisse, die het opnam in zijn repertoire. Dit was het begin van een lange samenwerking met Pisuisse.
In 1915, toen Witte als ziekendrager diende in militaire dienst in Eindhoven, schreef hij het lied Aspirine, dat een paar jaren later is opgenomen in de Zangbundel van het Nederlandsche Leger.
Sommige van zijn teksten deden veel stof opwaaien, zoals het lied De Peren (1915) over marketentster Jopie, een meisje dat peren verkocht aan soldaten, maar ook verder zo goed met hen kon opschieten dat zij aan het eind bleef zitten met "de gebakken peren van het hele bataljon". Deze verwijzing naar promiscuïteit en ongewenst en ongehuwd moederschap zorgde in 1915 voor een klein schandaal. Toen Pisuisse het lied op een 1 meibijeenkomst van de SDAP zong waren er boze reacties. De KRO verbood een uitvoering door Paul Collin van het lied nog in 1964.
In 1917 schreef hij zijn beroemd geworden lied Mensch, durf te leven. Wegens het grote succes van dit lied zegde hij zijn baan op en vanaf dat moment gaat hij fulltime liedjes schrijven.
Dirk Witte trouwde in 1917 met Doralize Johanna Hendrika (‘Jet’) Looman, met wie hij een dochter en een zoon zou krijgen, Doralize en Jacob.
In 1920 gaf hij een architect in Zaandam opdracht een robuust landhuis te bouwen in het midden van een natuurgebied bij Naarden. Hij noemde de villa De Ark, die later 't Hooge Nest zou gaan heten.

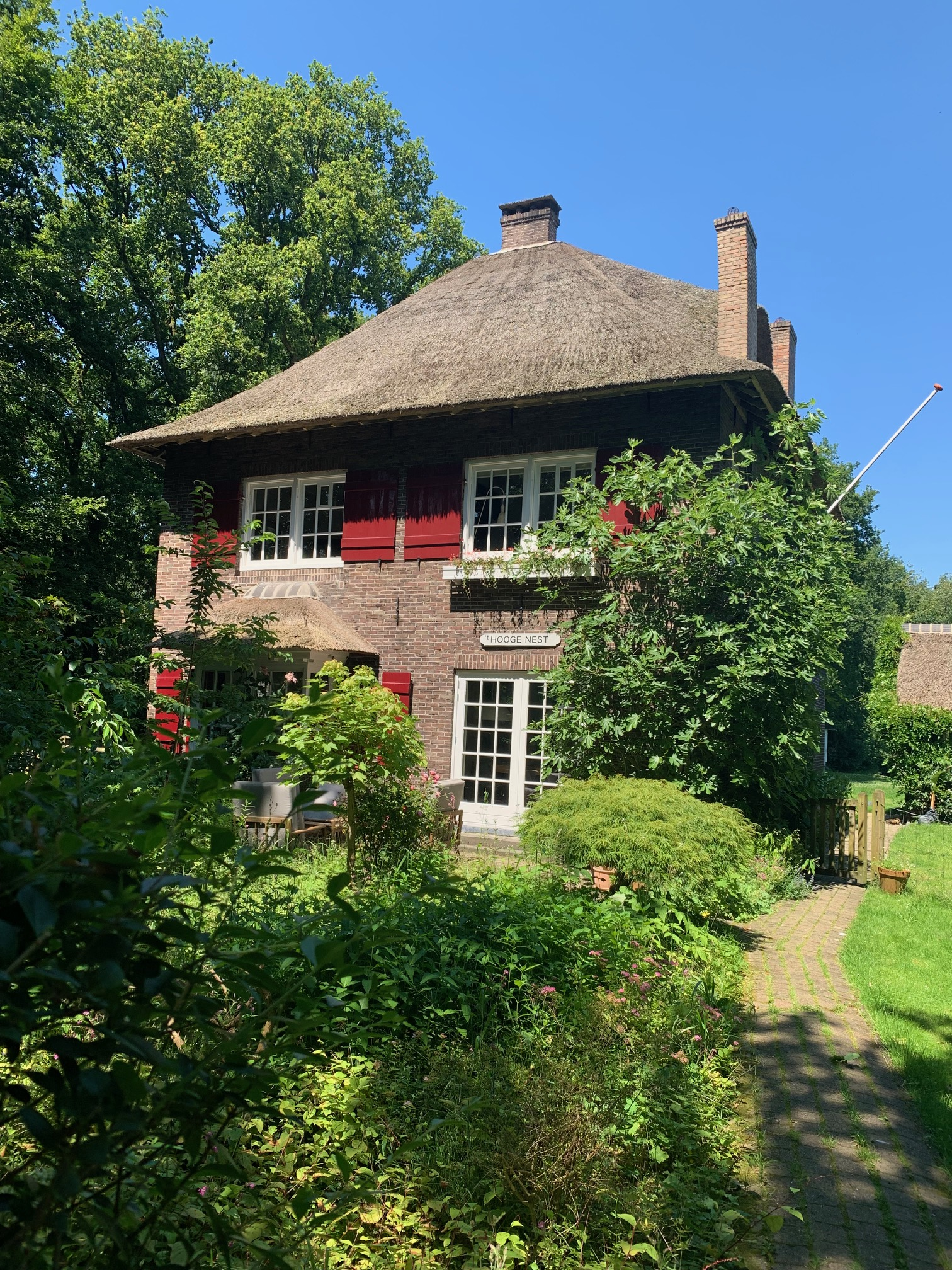
Villa 't Hooge Nest

In de periode na 1918 werkte Witte een korte tijd als beroepsartiest, maar combineerde zijn optredens later met een maatschappelijke carrière. Wellicht speelde de moeite die hij had met het reproduceren van zijn eigen teksten en muziek -hij had steevast spiekbriefjes op zijn piano staan- hem te veel parten voor een leven als beroepsartiest. Hij werkte onder meer voor de Holland Zuid-Amerikaansche Handelsmaatschappij en als directeur voor de Nederlandse Mijnhouthandel. Hij overleed in 1932 aan een hartaanval tijdens een autorit, waarbij hij met zijn auto in de Weespertrekvaart bij Diemen terechtkwam. Witte schreef in totaal 33 kleinkunst-klassiekers.
Hij ligt begraven op de Oude begraafplaats van Naarden.

## Bekende liedjes
- "M'n eerste" (Het meisje van de zangvereniging) (1914)
- "Aspirine" (1915)
- "De Peren" (1915)
- "'t Portretje" (1915)
- "Mens, durf te leven" (1917)
- "Het Wijnglas" (1918)
- "Nocturne" (1919)

## Prijs
De jaarlijkse Dirk Witte Prijs voor het beste cabaretprogramma van het voorbije seizoen is naar hem vernoemd.